# Фетяска (Молдова)
Фетяска (рум. Feteasca) — село у Гинчештському районі Молдови. Входить до складу комуни, адміністративним центром якої є село Леушень.

## Населення
За даними перепису населення 2004 року у селі проживали 157 осіб, усі — молдавани.